# Gramatyka
Gramatyka (stgr. γραμματική τέχνη, łac. grammatica) – uporządkowany zbiór reguł językowych rządzących organizacją zdań, dyskursów, tekstów; innymi słowy zespół prawideł umożliwiających tworzenie złożonych jednostek językowych, ich składanie z jednostek elementarnych. Gramatyka to także dział językoznawstwa zajmujący się badaniem tych wzorców. Struktura gramatyczna stanowi element właściwy dla wszystkich języków i dialektów, tworzący podstawę ich funkcjonowania; system ten znany jest każdemu użytkownikowi języka i przyswajany bez potrzeby formalnego nauczania. Złożona gramatyka występuje zarówno w językach społeczeństw uprzemysłowionych i zurbanizowanych, jak i w językach społeczeństw tradycyjnych.
Gramatyka to część języka najbardziej trwała i odporna na wpływy zewnętrzne, choć również podlegająca zmianom. Jest najwyraźniej ujawniającym się elementem organizacji tekstu, choć nie stanowi głównego ani jedynego obrazu systemu językowego. Charakter gramatyki jest uzależniony od typologii danego języka, a na faktyczny sposób wypowiedzi wpływają też aspekty stylistyczne i semantyczne. Rzeczywista łączliwość wyrazów może być zatem bardziej restrykcyjna od samych prawideł gramatycznych.
W zakres gramatyki mogą wchodzić: fonetyka i fonologia, morfologia, składnia (syntaktyka) i semantyka. W węższym znaczeniu chodzi o naukę o środkach morfologicznych (gramatyka wyrazu) i składniowych języka (gramatyka zdania). W ujęciu tradycyjnym nie uwzględnia się ani nauki o warstwie dźwiękowej (fonetyki i fonologii), ani semantyki, ani też leksykologii. Pojęcie gramatyki ma zatem charakter bardzo zmienny, często również pod względem rozciągłości jej przedmiotu; ponadto gramatyka uniwersalna nie stanowi gramatyki w żadnym z powszechnych ujęć, lecz raczej koncepcję uniwersalnych właściwości językowych.
W postaci stosowanej gramatykę rozumie się przede wszystkim jako opis struktury, tej części systemu językowego, która odnosi się do sposobu łączenia jednostek, zwłaszcza w kontekście tworzenia zdań. Istnieją jednak różne koncepcje pojmowania gramatyki i rozgraniczania jej elementów. Ferdinand de Saussure uznawał, że zasobu słownego nie można ściśle oddzielić od gramatyki; podejście tradycyjne, absolutyzujące poszczególne części gramatyki, traktuje ją zaś nadal jako pewien konglomerat złożony z tych składników. Skrajne stanowisko zajmuje tu Noam Chomsky, który gramatykę w zasadzie utożsamił ze składnią.
Poza kontekstem językoznawczym miano gramatyki przypisuje się rozmaitym aspektom praktyki językowej, a sam termin bywa szczególnie kojarzony z regulacjami poprawnościowymi. Stąd wywodzi się właściwe dla kultury internetowej pojęcie grammar nazi, powiązane z potocznym sposobem rozumienia gramatyki. Potocznie pod pojęcie gramatyki podkłada się nie tylko morfologię czy składnię, ale także wymowę, stylistykę czy nawet ortografię. Normy ortograficzne nie są jednak częścią systemu językowego ani gramatyki, lecz odgórnie narzuconymi przepisami, rządzącymi zewnętrzną szatą języka.
Gramatyczność (poprawność gramatyczna) to własność struktur językowych (przede wszystkim zdań) polegająca na ich zgodności z zasadami gramatycznymi. Wyrażenia spełniające reguły gramatyki nie muszą być jednak akceptowalne pod względem semantycznym (por. zdanie Ta długa głupota szczekała prostopadle, uwydatniające różnicę między gramatyką a semantyką). Obserwuje się priorytetyzację prawideł semantycznych nad gramatycznymi. Podstawowa komunikacja możliwa jest bowiem nawet bez znajomości gramatyki, umożliwia ją proste zestawienie leksemów (Ja ten klucz jutro oddać ten pani).

## Typy gramatyk
Istnieją różne sposoby kategoryzacji rodzajów gramatyk. František Čermák proponuje poniższy podział:
| Aspekt        | Typ gramatyki                                                                                                 |
| ------------- | --- |
| Treść         | performancyjna • systemowa                                                                                    |
| Czas          | diachroniczna (historyczna) • synchroniczna (opisowa)                                                         |
| Języki        | uniwersalna • teoretyczna • kontrastywna (konfrontatywna) • jednojęzykowa                                     |
| Cel           | preskryptywna (normatywna) • deskryptywna (opisowa)                                                           |
| Forma–funkcja | onomazjologiczna (nocjonalna, funkcjonalna) • semazjologiczna                                                 |
| Punkt wyjścia | strukturalna • systemowa (systemiczna) • generatywna • stratyfikacyjna • funkcjonalno-generatywna • korpusowa |